# Aefligen
Aefligen est une commune suisse du canton de Berne, située dans l'arrondissement administratif de l'Emmental.

## Géographie

Photographie aérienne par Walter Mittelholzer (1933).

Aefligen couvre une superficie de 2,05 km2.
22,4 % de cette superficie correspond à des surfaces d'habitat ou d'infrastructure, 69,3 % à des surfaces agricoles, 3,4 % à des surfaces boisées et 4,9 % à des surfaces improductives.
Aefligen est limitrophe des communes de Bätterkinden, Utzenstorf, Kirchberg, Rüdtligen-Alchenflüh, ainsi que Fraubrunnen, cette dernière étant située dans l'arrondissement administratif de Berne-Mittelland.

## Démographie
Aefligen compte 1 016 habitants en 2008. Sa densité de population atteint 495 hab./km2.
Le graphique suivant résume l'évolution de la population d'Aefligen entre 1850 et 2008 :